# موش دم‌چهارخانه‌ای جزیره مانوس
موش دم‌چهارخانه‌ای جزیره مانوس (نام علمی: Melomys matambuai) نام یک گونه از زیرخانواده نیاموشان است.